# Canton de Parentis-en-Born
Le canton de Parentis-en-Born est une ancienne division administrative française située dans le département des Landes et la région Aquitaine. Il a été supprimé par le nouveau découpage cantonal entré en vigueur en 2015.
Parentis-en-Born est le bureau centralisateur du nouveau canton des Grands Lacs.

## Géographie
Ce canton était organisé autour de Parentis-en-Born dans l'arrondissement de Mont-de-Marsan. Son altitude variait de 0 m (Biscarrosse) à 78 m (Biscarrosse) pour une altitude moyenne de 32 m.

## Administration

### Conseillers généraux de 1833 à 2015
| Période | Période          | Identité                     | Étiquette                 | Qualité                                                                                                   |
| ------- | ---------------- | ---------------------------- | ------------------------- | --- |
| 1833    | 1847 (démission) | Dominique Larreillet         |                           | Maître de forges à Ychoux                                                                                 |
| 1847    | 1848             | François Fabre               |                           | Notaire - Maire de Biscarrosse (1821-1870), conseiller d'arrondissement                                   |
| 1848    | 1881 (décès)     | Jean Gazailhan               | Républicain               | Médecin - Maire de Biscarrosse (1877-1881)                                                                |
| 1881    | 1902 (décès)     | Jean-Léopold Darmuzey        | Républicain               | Notaire Maire de Parentis-en-Born (1871-1902)                                                             |
| 1902    | 1919             | Jean-Maurice Darmuzey        | Républicain               | Maire de Parentis-en-Born (1902-1919)                                                                     |
| 1919    | 1922 (démission) | Armand Dupis                 | Radical                   | Maire de Biscarrosse (1912-1921), conseiller d'arrondissement                                             |
| 1922    | 1940             | Roland Portalier (1873-1956) | PRS-Rad.                  | Maire de Parentis-en-Born (1919-1945), conseiller d'arrondissement Nommé conseiller départemental en 1943 |
|         |                  |                              |                           | |
| 1945    | 1964             | Henri Mirtin                 | Radical                   | Docteur en médecine Maire de Parentis-en-Born (1945-1965), ancien conseiller d'arrondissement             |
| 1964    | 1982             | André Mirtin                 | Radical puis UDR puis RPR | Médecin Député (1968-1973) Maire de Parentis-en-Born (1965-1989)                                          |
| 1982    | 1994             | Roger Ducom                  | RPR                       | Entrepreneur de maçonnerie Maire de Biscarrosse (1977-1989)                                               |
| 1994    | 2008             | Paul Grimberg                | PS                        | Employé du centre d'essais des Landes Maire de Parentis-en-Born (1989-2008)                               |
| 2008    | 2015             | Alain Dudon                  | UMP                       | Ingénieur retraité Maire de Biscarrosse (2001-2020)                                                       |

### Conseillers d'arrondissement (de 1833 à 1940)
| Période                                  | Période | Identité                         | Étiquette   | Qualité |
| ---------------------------------------- | ------- | -------------------------------- | ----------- | --- |
| 1833                                     | 1839    | Pierre Dalis                     |             | Propriétaire, fabricant, ancien maire de Parentis-en-Born (1831-1833)                                       |
| 1839                                     | 1847    | François Fabre (1793-1871)       |             | Notaire, maire de Biscarrosse                                                                               |
|                                          |         |                                  |             | |
| 1886                                     |         | Fernand Bouffartigue (1842-1912) | Républicain | Propriétaire, maire d'Ychoux, Président du Conseil d'arrondissement de Mont-de-Marsan                       |
| 1910                                     | 1919    | Armand Dupis                     | Radical     | Maire de Biscarrosse (1912-1921)                                                                            |
| 1919                                     | 1922    | Roland Portalier (1873-1956)     | RG          | Maire de Parentis-en-Born                                                                                   |
| 1922                                     | 1940    | Henri Mirtin                     | Radical     | Médecin à Parentis-en-Born                                                                                  |
| 1940                                     |         |                                  |             | Les conseils d'arrondissement ont été suspendus par la loi du 12 octobre 1940 et n'ont jamais été réactivés |
| Les données manquantes sont à compléter. |         |                                  |             | |

## Composition
Le canton de Parentis-en-Born groupait six communes et comptait 23 476 habitants (population municipale au 1er janvier 2007).
| Communes               | Population (2012) | Code postal | Code Insee |
| ---------------------- | ----------------- | ----------- | ---------- |
| Biscarrosse            | 12 209            | 40600       | 40046      |
| Gastes                 | 583               | 40160       | 40108      |
| Parentis-en-Born       | 4 951             | 40160       | 40217      |
| Sainte-Eulalie-en-Born | 1 017             | 40200       | 40257      |
| Sanguinet              | 3 026             | 40460       | 40287      |
| Ychoux                 | 1 690             | 40160       | 40332      |

## Démographie
| 1962  | 1968   | 1975   | 1982   | 1990   | 1999   | 2006   | 2007   | 2010   |
| ----- | ------ | ------ | ------ | ------ | ------ | ------ | ------ | ------ |
| 8 315 | 14 029 | 15 623 | 15 918 | 17 532 | 18 381 | 23 118 | 23 476 | 24 464 |